# 858
Cette page concerne l'année 858  du calendrier julien. Pour l'année 858 av. J.-C., voir 858 av. J.-C.
L'année 858 est une année commune qui commence un samedi.

## Événements

### Asie
- 10 juillet : abdication de l'empereur du Japon Montoku (il meurt le 7 octobre)[1].
- 7 novembre, Japon : Fujiwara no Yoshifusa, le grand-père de Seiwa, obtient la charge, créée en 856, de sesshō (régent), auparavant réservée à la lignée impériale et qui sera alors assumée par les Fujiwara de père en fils.
- 15 décembre : début du règne de Seiwa Tenno, empereur du Japon à 9 ans, premier des « empereurs enfants » (fin en 876)[1].

### Europe

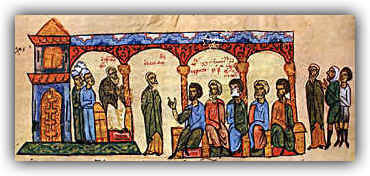
25 décembre : Intronisation du patriarche Photios, Chronique de Jean Skylitzès.

- 9 janvier : l'Abbaye de Saint-Wandrille, à l'embouchure de la Seine, est de nouveau pillée puis incendiée par les Normands[2].

- 13 février : début du règne de Donald Ier, roi d’Écosse (fin en 862)[3].

- 21 mars : Charles le Chauve exige un nouveau serment de fidélité à l'assemblée de Quierzy[4].
- Fin mars - début avril : Charles le Chauve reçoit à Verberie l'hommage du chef scandinave Björn Côte de fer[5].

- 3 avril : les Vikings viennent attaquer Paris pour Pâques. Deux bandes se dirigent simultanément sur les abbayes de Saint-Denis et de Saint-Germain-des-Prés. Victorieux à Saint-Denis, ils échouent à Paris[6].
- 24 avril : début du pontificat de Nicolas Ier le Grand (fin en 867)[7].

- 12 juin : les Vikings atteignent Chartres, qui est prise et détruite[8]. Les villes d'Évreux et Bayeux sont pillées.
- 25 juin : coup de main des Vikings sur Beauvais. L'évêque Ermenfroi est tué[5].
- Charles le Chauve tient un plaid général à Bernes avant d'attaquer les Vikings[5].

- 1er juillet[5] : Charles le Chauve assiège les Vikings sur la Seine, dans l'île d'Oscellus (Oissel ou Jeufosse), avec toutes les forces dont il dispose, et l'aide de son neveu Lothaire II, mais doit le lever après douze semaines, menacé par son frère Louis le Germanique et les leudes révoltés[9]. L'année suivante, il fait appel à d’autres Vikings, commandés par Welandr, qui parviennent à les déloger. Les chefs vikings Hasteinn et Björn Côte de fer quittent alors la Francie occidentale avec 62 bateaux pour lancer des raids contre l’Espagne, la vallée du Rhône et l’Italie[10].

- Août : Louis le Germanique, à l'appel des grands du royaume de Francie occidentale[11], rassemble ses forces à Worms, traverse la Lotharingie par le Col de Saverne et Bar-le-Duc et entre en Neustrie[12].

- 1er septembre : les leudes révoltés de Neustrie rejoignent Louis le Germanique à Ponthion et lui prêtent serment. De là, ils se rendent à Sens, où l'archevêque Ganelon a pris le parti de Louis, puis entrent en Orléanais, peut-être pour faire leur jonction avec les Aquitains et les Bretons révoltés.
- 23 septembre[5] : Charles lève le siège d'Oscellus pour pouvoir couper la retraite de son frère et se rend à Brienne-la-Vieille où le rejoignent des contingents bourguignons. Les Allemands font demi-tour sur Queudes, par Sens[12].

- 12 novembre : les armées de Charles le Chauve et de Louis le Germanique, depuis trois jours en présence à Brienne, sont prêtes à se livrer bataille, lorsque Charles abandonne ses soldats, dont il se méfie, et s'enfuit en Bourgogne auprès du comte Conrad d'Auxerre[13].
- 23 novembre, Empire byzantin : une révolution de palais assure le triomphe de modérés qui obtiennent que le « zélote » Ignatios démissionne. Il est banni par Bardas qui nomme Photios patriarche de Constantinople[14].
- 25 novembre[15] : synode de Quierzy ; les évêques de Francie occidentale envoient une lettre de reproches à Louis le Germanique[4]. Hincmar de Reims tente vainement de christianiser les guildes (tailleurs de pierres, verriers, négociants), qui se réunissent en conjurations lors de la fête du dieu païen Yule (26 décembre) dans de gigantesques banquets[16].

- 7 décembre : Louis le Germanique est à Attigny où il signe un diplôme comme roi de Francie occidentale, après avoir déposé son frère Charles le Chauve. Ce dernier n’est sauvé que par l’intervention du clergé dirigé par Hincmar de Reims. Louis doit se retirer en janvier suivant[17].
- 25 décembre : 
  - Photios est sacré patriarche de Constantinople, ce qui provoque un schisme dans l'Église grecque. Photios est intronisé par un évêque déposé par Ignatios et qui avait fait appel de cette décision à Rome, cela avant que Rome ait rendu son verdict. Les partisans d’Ignatios font appel au pape en contestant le caractère volontaire de la démission d’Ignatios[14].
  - Louis le Germanique passe Noël à Saint-Quentin[12].
- Les populations de Neustrie forment une ligue contre les Danois de la Seine ; sans expérience militaire, ils sont exterminés (décembre 858-janvier 859)[5].

- Guy Ier de Spolète soutient Adhemar de Salerne contre les prétentions du comte de Capoue. Ce dernier doit faire hommage au prince de Salerne et Guy obtient en échange de son intervention la vallée du Liri, avec Sora et Arpino[18].
- Un traité est conclu entre Charles de Provence et son frère Lothaire II de Lotharingie, selon les termes duquel Charles reconnaît ce dernier comme son héritier moyennant la cession des évêchés de Tarentaise et de Belley[19].
- Création de l'abbaye de Vézelay par Girart de Roussillon et sa femme Berthe, sous l’autorité de Rome[20].